# Ciroză
Ciroza hepatică este o maladie cronică a ficatului caracterizată de o diminuare progresivă a masei lui funcționale rezultând atât din diminunarea cantității de hepatocite, cât și din distrugerea arhitecturii specifice a organului. Din punct de vedere anatomic ciroza hepatică este caracterizată prin necroza progresivă a țesutul sănătos, acesta fiind înlocuit cu țesut fibros și cicatrici, care sunt lipsite de activitate funcțională.
Ciroza hepatică apare din cauza acțiunii prelungite a diverșilor agresori: infecție virală cronică (hepatită cronică), abuz de alcool, substanțe toxice, atacuri autoimune (hepatita autoimună) sau afecțiuni metabolice. Hepatocitele afectate mor, fiind înlocuite în procesul natural de reparație de celule de țesut conjunctiv și de abundenta lor matrice extracelulară cicatricială (fibre de colagen, printre altele), transformare care, în afară de faptul că strică raportul dintre țesutul conjunctiv („de susținere”, „scheletul ”organului) și cel util din punctul de vedere al funcției ficatului, afectează și arhitectura inițială optimă a microunităților de transformare și de transport.